# Костюки (заказник)
Костюки́ — гідрологічний заказник місцевого значення в Україні. Розташоване в межах Хорольського району Полтавської області, на північний захід від села Костюки. 
Площа 237 га. Статус присвоєно згідно з рішенням облради від 20.12.1993 року. Перебуває у віданні ДП «Лубенський лісгосп» (Хорольське л-во, кв. 52-55). 
Статус присвоєно для збереження лучно-болотного природного комплексу, а також частини лісового масиву (переважають соснові насадження), на лівобережжі річки Хорол.